# Shakespears Sister
A  Shakespears Sister angol, alternatív pop-rock duó; 1988-ban alakult Londonban. Kisebb-nagyobb megszakításokkal a mai napig[mikor?] működnek. Tagjai Siobhan Fahey és Marcella Detroit. Két albumot adtak ki, és több slágerük is volt. Legismertebb daluk az 1992-es Stay, amely nyolc hétig vezette a brit slágerlistát. Detroit 1993-ban kilépett a zenekarból, így Fahey maradt az egyedüli tag. 1996-ban feloszlotta a projektet. 2009-ben újból összeállt az együttes.
2019-ben Fahey és Detroit kiadott egy kislemezt és egy EP-t.
Nevüket a The Smiths Shakespeare's Sister című daláról kapták; a cím utalás Virginia Woolf Saját szoba című művére. 
Fahey szerint az együttes írásmódja onnan származik, hogy ő maga egyszer véletlenül elírta a nevet.

## Diszkográfia
- Sacred Heart (1989)
- Hormonally Yours (1992)
- #3 (2004)
- Songs from the Red Room (2009)

### Válogatáslemezek
- Long Live the Queens! (2005)
- Cosmic Dancer (2011)
- Singles Party (2019)

### EP-k
- Ride Again (2019)